# Девесилово
Девесилово е село в Южна България. То се намира в община Крумовград, област Кърджали.

## География
Село Девесилово се намира в планински район.
Заради по-голямата надморска височина преобладава планинският климат. Климатът там е смекчен от топлите въздушни маси, проникващи по теченията на реките. Това смекчаване на климата е по-осезаемо, защото там надморската височина е по-малка и речните долини предлагат лесен път на по-топлия въздух от юг.
Флора и Фауна – Голямото климатично и почвено разнообразие обуславят голямо растително разнообразие. На територията на планината са установени над 2000 вида висши растения, от които 90 са балкански ендемити и силно застрашени от изчезване видове. В ниските части на горите отстъпват място на субсредиземноморските нискостеблени видове – вергилиев дъб, брекиня, габър, дива круша, драка, червена хвойна и др.
На височина над 800 м преобладават гори от обикновен горун, мизийски бук, габър, ясен, явор, шестил и др. В иглолистния пояс, който е развит предимно в Бошнаковата махала. Срещат се обикновен смърч, бял бор, черен бор, както и бук. На по-голяма височина преобладава храстовата растителност и алпийските ливади.

## Население
Численост на населението според преброяванията през годините:
| \| Година на преброяване \| Численост \| \| --------------------- \| --------- \| \| 1934 \| 322 \| \| 1946 \| 376 \| \| 1956 \| 386 \| \| 1965 \| 587 \| \| 1975 \| 634 \| \| 1985 \| 603 \| \| 1992 \| 519 \| \| 2001 \| 376 \| \| 2011 \| 267 \| |           |
| Година на преброяване | Численост |
| 1934 | 322       |
| 1946 | 376       |
| 1956 | 386       |
| 1965 | 587       |
| 1975 | 634       |
| 1985 | 603       |
| 1992 | 519       |
| 2001 | 376       |
| 2011 | 267       |

### Етнически състав
Преброяване на населението през 2011 г.
Численост и дял на етническите групи според преброяването на населението през 2011 г.:
|                     | Численост | Дял (в %) |
| Общо                | 267       | 100,00    |
| Българи             | 262       | 98,12     |
| Турци               | 0         | 0,00      |
| Цигани              | 0         | 0,00      |
| Други               | 0         | 0,00      |
| Не се самоопределят | 0         | 0,00      |
| Неотговорили        | 5         | 1,87      |

## Културни и природни забележителности
На 2,33 километра южно по права линия от центъра на селото е разположена средновековната крепост „Градище“.
- 6 май – Традиционен панаир